# Kimaks
Els kimaks i kimeks (Yemeks, yamaks, djamuks) foren una antiga tribu turca que habitava la Sibèria occidental al curs inferior de l'Irtix o potser cap a l'Obi, una de les set conegudes pels àrabs i perses que poblaven l'anomenat kanat Kimak (o Kimek) vers 743-1050. Les altres sis eren (segons Gardizi + 1061), els yamaks, qiptxaqs, tàtars, bayandurs, lanikaz, i ajlads. Kimäks i kiptxaks (cumans) estaven emparentats i parlaven un dialecte turc idèntic que es distingia d'altres dialectes turcs per algunes particularitats. L'èpica de l'horda assenyala set caps, probablement ancestres epònims de les tribus dels kimäk (Imey, Yimek, Tater, Bayandur, Kifchak, Lanaz, i Aclad).
El nom derivaria de les dues tribus Imi i Imek, que tenien el nom pel riu Imi a la vall de l'Argun ("Plata"), afluent de l'Amur. Marquart suggereix la etimologia de Kimäk Iki Imäk (Dos Imaks). No es coneix cap tribu individual anomenada kimak o kimek i sempre que s'esmenta es refereix a les dues. Els xinesos es refereixen a ells com els Yueban.
Entre 155 i 166 els Xianbei (Hsien-pei) van organitzar el seu estat amb terres que havien estat dels xiongnu. Després els dinglings, futurs kiptxaks, foren expulsats cap a les muntanyes Sayan. Les més poderoses tribus dels xiongnu conegudes pels xinesos com "Huns Forts", es van dirigir a l'oest i units o aliats a tocaris, iranians, ugrians i caucàsics van arribar a Europa amb el nom d'huns i van dominar als alans i als gots d'Ucraïna. Al segle ii els txubans o "Huns Dèbils" es van establir a Tarbagatai, i més tard es van estendre a Jetissú. Els chubans van romandre a Jetissú (sud-est del modern Kazakhstan) on van establir un principat que va existir fins al segle v; foren coneguts com a huns centrasiàtics. Al segle v foren conquerits pels uigurs i van quedar dividits en quatre tribus: Chuüe, Chumi, Chumugun, i Chuban. El 436 els huns centroasiàtics enviaven una ambaixada a la Xina demanant una aliança contra els rouran (coneguts com a juan-juan)
Una part dels chuüe es va barrejar amb els göktürks (turcs celestials), els primers turcs, i van formar la tribu shato, que vivia al sud de Jungària a l'oest del Baikal. Els turcs es van dividir en Occidentals i Orientals i al primer kaganat les tribus chuy (chuban) van tenir una posició privilegiada i eren membres amb vot de la confederació igual que els nushibi; els shato es van separar dels chuüe a la meitat del segle VII i encara existeixen com a grup ètnic.
Després de la dissolució del kakanat Turc Occidental el 743 una part de les tribus chuy va romandre dins l'estat successor, el kakanat Uigur (740-840), i la resta va ser independent sota un Shad Tutuk Khan. En el període uigur les tribus chuy van forjar la tribu coneguda a les fonts àrabs i perses com els kimaks. El cap de la confederació Kimak portava el títol de Shad Tutuk, que vol dir "Príncep Governant”. A la meitat del segle VIII els kimaks ocupaven el territori entre el riu Ural i el Emba i entre la mar d'Aral i les estepes de la mar Càspia, a la regió de Jetissú
A la meitat del segle xi els cumans (kiptxak) es van separar dels kimäk i van emigrar cap a Europa on les cròniques russes els assenyalen per primer cop el 1054. Els kimäks van passar a dependre dels kirguisos, i al segle xii dels kara-khitai, fins que el 1208 van passar als mongols i van desaparèixer com a grup separat.
Vegeu: Kanat Kimak